# Guerrillero Heroico

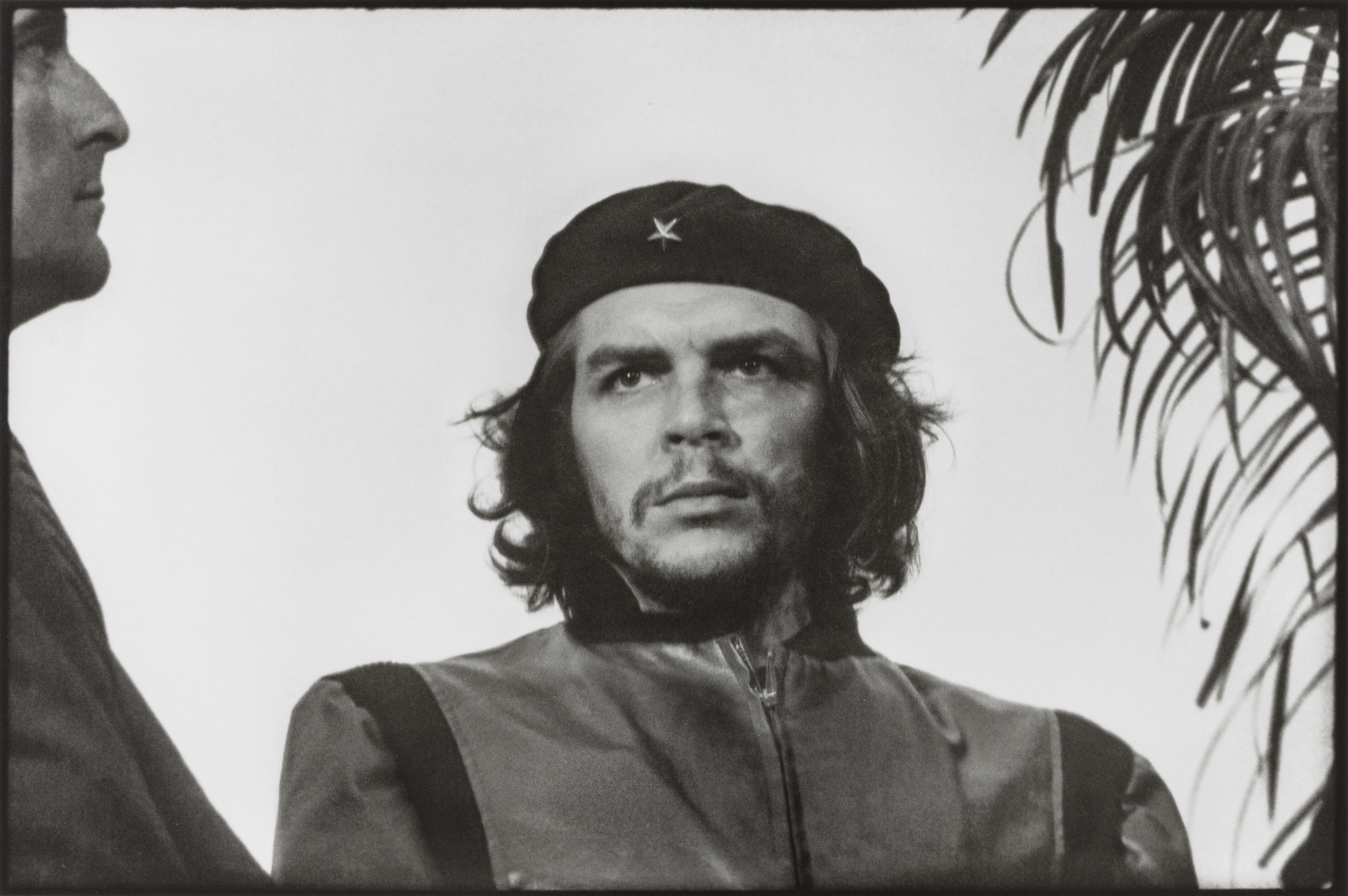
Guerrillero Heroico - Faimoasa fotografie a lui Che Guevara realizată de Alberto Korda

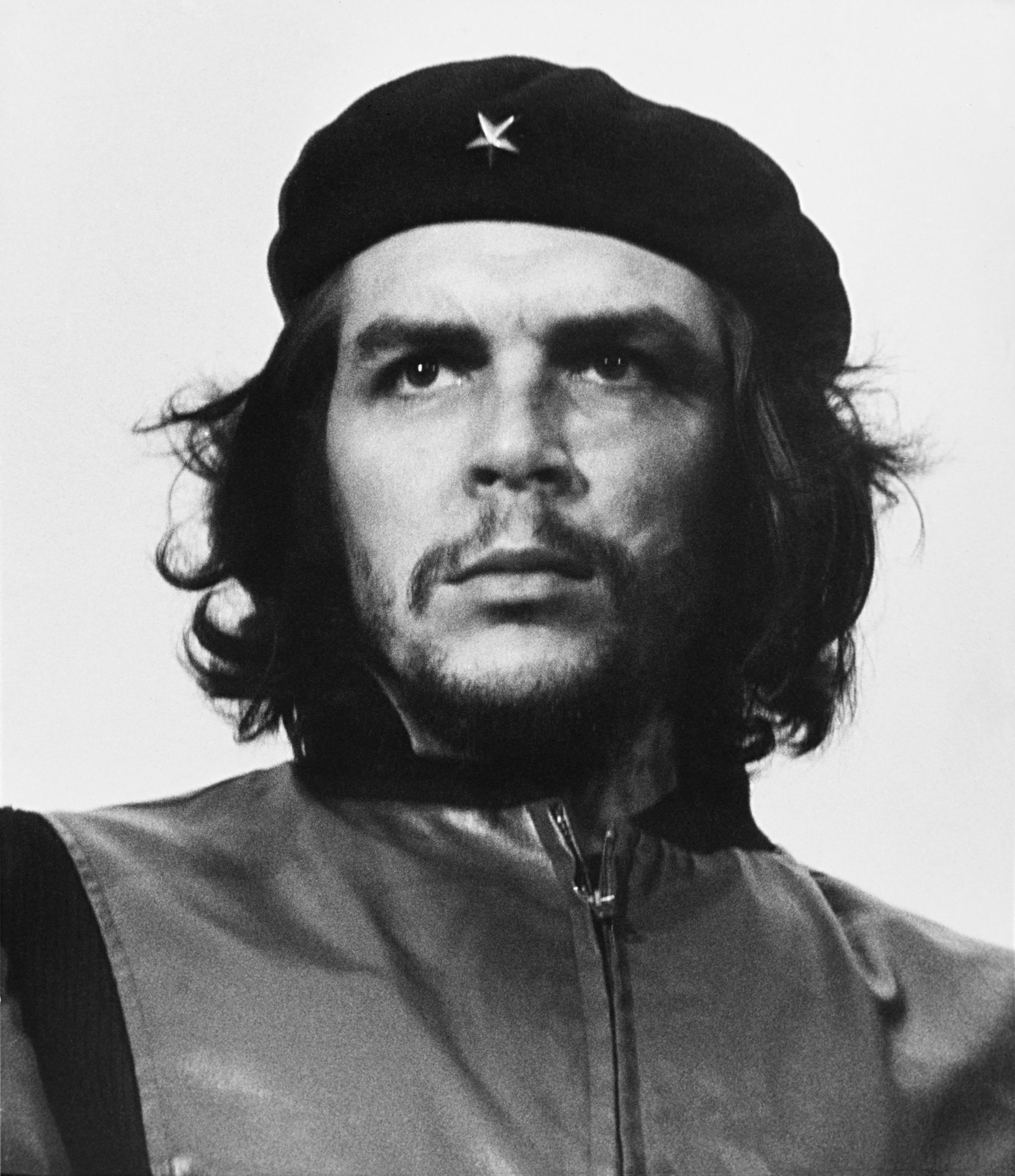
Versiunea mai populară decupată

Guerrillero Heroico este faimoasa fotografie a lui Che Guevara, realizată de fotograful cubanez Alberto Korda, a fost făcută în ziua de 4 martie (după alte surse 5 martie) 1960 în timpul unei ceremonii funerare care a avut loc în Cuba, dar nu a fost publicată decât 7 ani mai târziu, după moartea lui Che Guevara.  Această fotografie celebră a lui Korda a fost numită de către Maryland Institute College of Art, "cea mai faimoasă fotografie din lume și un simbol al secolului 20", conform originalului din engleză, "The most famous photograph in the world and a symbol of the 20th century." 
Korda a utilizat un aparat de fotografiat Leica având film Kodak, tip Plus-X.  Întrucât pe același film erau și fotografii ale lui Jean-Paul Sartre și Simone de Beauvoir, care vizitaseră Cuba în acele zile, și care erau mult mai valoroase pentru periodicele cubaneze ale timpului, fotografia a stat într-un con de umbră pentru circa șapte ani.  Totuși Korda a realizat copii după negativ, exact sub forma decupajului (vedeți Che Guevara (fotografie) - Imagine 1) care urma să devină una dintre cele mai emblematice fotografii luate vreodată. 
Fotografia a devenit celebră doar șapte ani mai târziu, după moartea lui Che Guevara din Bolivia, atunci când editorul italian Giangiacomo Feltrinelli, cunoscut pentru puternicele sale convingeri fasciste, socialiste și anarhiste, a obținut drepturile de publicare a Jurnalului bolivian a lui Che Guevara, publicând simultan imaginea respectiva sub forma unui poster de dimensiuni mari.  Korda însuși a fost cel care i-a furnizat editorului italian multiple copii cu câteva luni înaintea morții lui Che atunci când Jurnalul lui Che se afla pe drumul tipăririi și faimoasa imagine fusese menită să fie pe coperta ediției italiene.

## Istoric
Imaginile liniare, de contrast maxim, după fotografia lui Korda, au fost realizate în 1968 de desenatorul și graficianul irlandez Jim Fitzpatrick, cunoscut anterior mai ales pentru creațiile sale ilustrând mitologia irlandeză.  Aceste imagini, devenite la rândul lor emblematice, au fost realizate fie în alb și negru, fie în alb și roșu, fie în roșu și negru sau în alb și negru având doar steaua colorată în roșu.  Conform unor surse, Fitzpatrick ar fi primit o copie a fotografiei de la un grup de anarhiști olandezi în 1965.  Alții îl creditează pe Jean-Paul Sartre ca deseminator al fotografiei. 

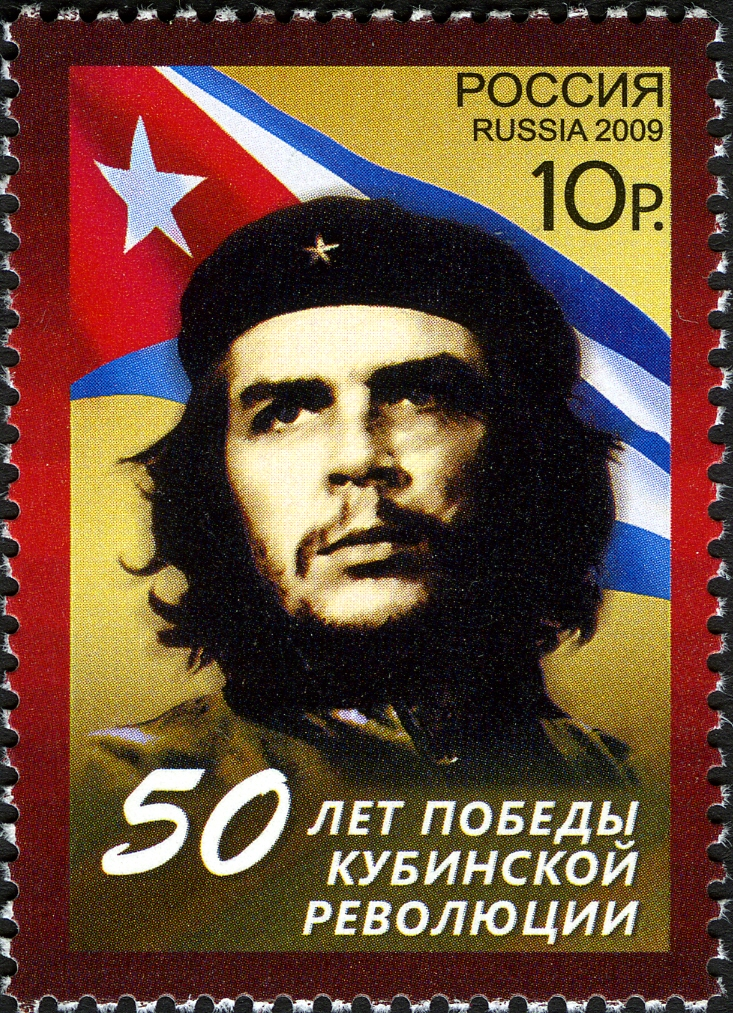
Che Guevara (fotografie) - Imagine 3 – Una din multiplele variaţiuni ale faimoasei fotografii, imaginea reprezintă aici designul unui timbru rusesc.

Variante modificate ale fotografiei au fost reproduse de-alungul timpului în diferite medii informatice, deși realizatorul, Alberto Korda nu a solicitat niciodată nici un fel de compensații materiale, datorită convingerii sale în ideile lui Che Guevara.  Doar o singură dată, atunci când fotografia a fost utilizată pentru a face reclamă pentru vodca Smirnoff, Korda a intervenit cerând despăgubiri și blocând alte utilizări ulterioare de aceeași factură.  Fiind un om care a crezut toată viața în comunism, Korda a dorit doar să blocheze folosirea imaginii lui Che Guevara în scopuri comerciale, și în special într-o reclamă pentru băuturi alcoolice. 
Ca susținător al idealurilor pentru care Che Guevara a murit, nu sunt împotriva reproducerii acestuia de către aceia care doresc să ducă mai departe memoria lui, precum și cauza dreptății sociale din întreaga lume.
Este interesant de notat direcția în care privește Che în fotografia originală, în timp ce versiunea lui Fitzpatrick prezintă o modificare mică dar signifiantă. În cea originală, ochii se fixează pe zona din fața lui Guevara, pe când în desen, privirea se pierde în orizontul îndepărtat. Există o semnificație epică, eroică în felul în care pozează Che; în imaginea originală Che arată îngrijorat, încordat, în timp ce în imitație apare cu o mândrie sfidătoare: pare că privește către viitor. Cu această simplă modificare, imaginea lui Che a ajuns să umbrească realitatea și, drept urmare, unii o critică ca fiind nimic mai mult decât un simbol mimetic superficial.
Desenul lui Fitzpatrick a fost utilizat mai târziu într-un tablou atribuit lui Andy Warhol cu aceleași procese grafice pe care le-a folosit în fotografiile cu Marilyn Monroe.  Oricum această pictură este un fals, foarte probabil creat de Gerard Malanga, care s-a folosit de numele lui Warhol pentru a dobândi atenția și recunoaștere cvasi-intantanee.  Warhol, pe de altă parte, a autentificat falsul cu nonșalanța sa tipic ambiguă, dorind să se asigure că banii care s-ar cuveni vor ajunge în posesia lui. 
O versiune ușor diferită a imaginii a apărut pe coperta unui disc single Bombtrack, lansat în 1994, al formației Rage Against the Machine.  În albumul lor de debut din 1992, intitulat omonim Rage Against the Machine, melodia Bombtrack era prima (cu o durată de 4:05) din cele 10 cântece ale albumului.  Ulterior, membrii formației cunoscuți pentru vederile lor "de stânga", au utilizat imaginea "alterată" a fotografiei lui Korda sub forma unui poster pe care îl plasau în timpul concertelor pe cutiile difuzoarelor. 
Imaginea lui Korda a provocat de-a lungul timpului atât de multe reproduceri pe nenumărate postere, tricouri, cești, etc. încât a devenit simbolul a multor generații de tineri din nenumărate culturi.  Imaginea este frecvent purtată pe piept de numeroase grupuri variind de la cei care cunosc foarte bine idealurile pentru a trăit Che Guevara, cei care îl consideră un simbol al luptei anti-totalitare până la cei care nu au nici cea mai vagă idee a simbolismului reprezentării faimoasei imagini a argentinianului devenit cubanez.

## O galerie de imagini

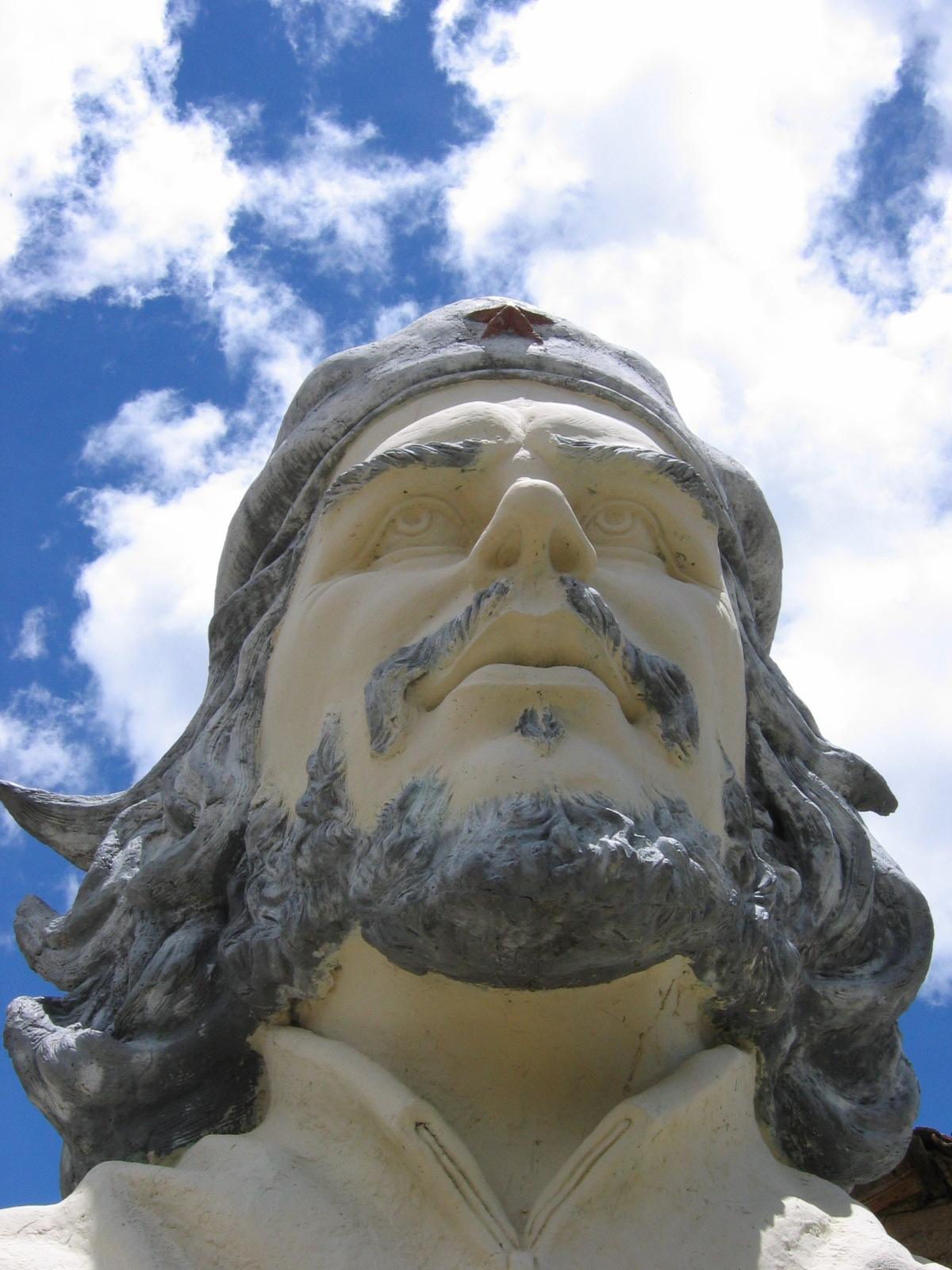
Bolivia, statuie a lui Che Guevara realizată după fotografia lui Korda
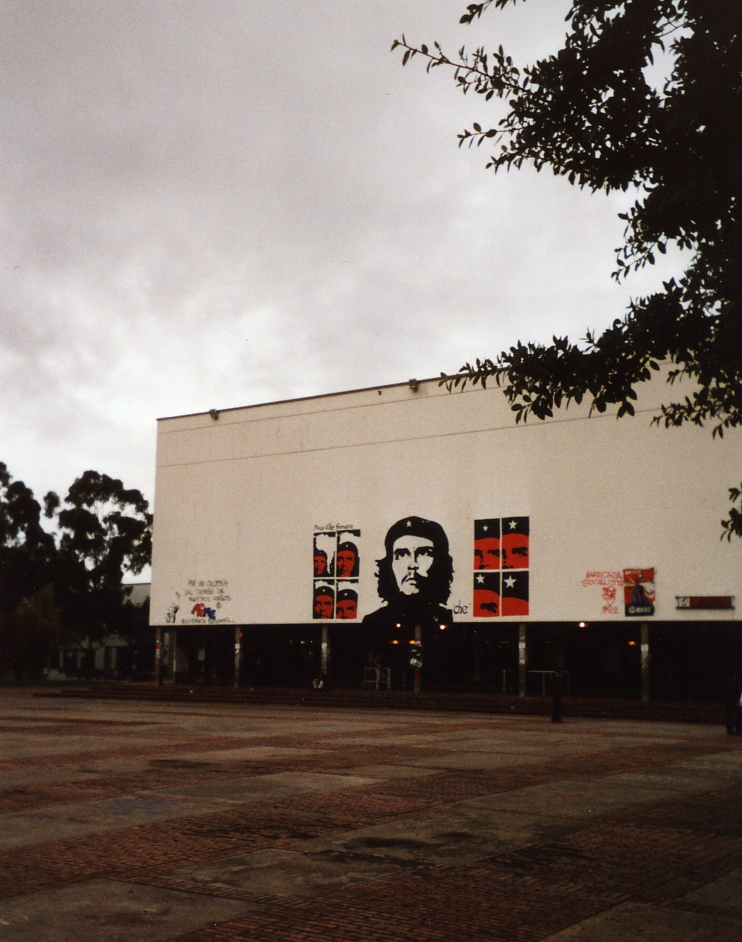
Imagine a unui zid al Universităţii Naţionale din Columbia pe care se găseşte pictată o variantă liniară a fotografiei iniţiale. În 2005 au fost radiată, dar a fost ulterior repictată de studenţi (vezi Wikinews).